# Pattonomys occasius
Makalata occasius, Leiuromys occasius
Espèce
Synonymes
- Echimys occasius Thomas, 1921
- Makalata occasius (Thomas, 1921)
- Leiuromys occasius (Thomas, 1921)

Statut de conservation UICN

 DD  : Données insuffisantes
Pattonomys occasius est une espèce de rongeurs de la famille des Echimyidae qui comprend des rats épineux.
Elle était considérée comme en danger critique d'extinction (CR) par l'UICN en 1990 et en 2008 les données sur l'espèce étaient insuffisantes.

## Répartition
Ce petit mammifère se rencontre en Équateur et du Pérou dans l'Est des Andes.

## Systématique et taxinomie
Cette espèce a été décrite sous le protonyme Echimys occasius en 1921 par le zoologiste britannique Michael Rogers Oldfield Thomas (1858-1929).
Ellerman en 1940 la réduit au statut de sous-espèce Echimys armatus occasius. Emmons et Feer en 1990 la rétablie au rang d'espèce.
Elle est déplacée dans le genre Makalata, sous le synonyme Makalata occasius (Thomas, 1921), par Emmons et Feer en 1997.
Ce rat a été déplacé dans le genre Pattonomys à l'occasion d'une révision de la classification de la famille par Louise Emmons en 2005.
En 2018, Emmons et Fabre placent cette espèce dans le genre monotypique Leiuromys.